# Vùng đô thị München
Vùng đô thị châu Âu München (EMM) là một trong 11 vùng đô thị hiện nay có ở Đức. EMM bao gồm phần lớn các vùng ở miền Nam Bayern xung quanh khu vực vòng đai của München với trung tâm là thành phố München, thủ đô bang Bayern.
Các vùng đô thị vào năm 1995 được Hội nghị cấp Bộ trưởng về Quy hoạch vùng (MKRO) định nghĩa như là các vùng không gian và chức năng phát ra tính năng vượt trội trong tiểu chuẩn quốc tế vượt qua các biên giới quốc gia. Chúng được coi là động cơ của sự phát triển xã hội, kinh tế và văn hóa.

## Dữ liệu và sự kiện
Vùng đô thị München có những dữ liệu căn bản nổi bật như sau:
- 36,2 % diện tích Bayern, 25.548 km²
- 46,65 % dân số Bayern, 5,991 triệu dân (2015)
- 48,2 % việc làm Bayern, đó là 2,6 triệu việc làm có đóng bảo hiểm xã hội (2016)
- 53,8 % GDP Bayern, 283,2 triệu Euro trong năm (2014)

So sánh với tất cả các vùng đô thị châu Âu, vùng đô thị München có:
- Số dân chúng phát triển cao nhất: từ 1990 tới 2015: tăng trên 19,8 %
- Số người đi làm có đóng bảo hiểm xã hội gia tăng cao nhất, từ 2006 tới 2017 tăng 23,4 %
- GDP tính theo đầu người đi làm cao nhất, với 82.696 € trong năm 2014 (21 % trên mức trung bình Đức)
- Lượng mua sắm cao nhất, 25.790 € mỗi người dân (2016)